# 2023年9月逝世人物列表
2023年逝世人物列表：1月 - 2月 - 3月 - 4月 - 5月 - 6月 - 7月 - 8月 - 9月 - 10月 - 11月 - 12月
2023年9月逝世人物列表，是用于汇总2023年9月期间逝世人物的列表。

## 依日期排序

### 30日
- 楊志成，91歲，美籍華人插畫家。[1]
- 金永日，76歲，又译为「金英日」或「金永一」，朝鲜外交官，時任外务省副相，負責對中国、日本及其他亚洲各国外交事务[2]。

### 29日
- 于振武，93歲，中國人民解放軍空軍原高級將領。[3]
- 黛安·范士丹（英語：Dianne Feinstein），90歲，美國政治人物，民主黨籍加州聯邦參議員（1992年起），生前為時任民主黨参議员中年纪最長者[4]。
- 關善祥，38歲，中國基金投資商人，善祥基金董事長。（訃聞公佈日期）[5]
- 海絲特·戴維斯（英語：Hester Davis），90歲，美國公務員，在新澤西州勞工廳任職超過50年也不退休，被譽為新澤西州及全美國最長壽的公務員。[6]

### 28日
- M·S·斯瓦米納坦，98歲，印度遺傳學家。[7]
- 達奇，89歲，旅居澳洲中國男演員，代表作是1990年電視劇《封神榜》中飾演紂王。在墨爾本瑪絨達醫院因心肺衰竭去世。[8]
- 蔡青源，85歲，台灣傳統表演藝術「南管音樂」保存者。[9]

### 27日
- 张咏华，50歲，馬來西亞演員，死於心臟病。
- 柳町隆造（日語：柳町 隆造），95歲，日本生物学家，專長研究领域為哺乳动物受精过程和受精机制[10]。
- 什勒斯維希-霍爾斯坦公爵克里斯托弗（丹麥語：Christoph, hertug af Slesvig-Holsten-Sønderborg-Glücksborg），74歲，德國貴族，現任什勒斯維希-霍爾斯坦-宗德堡-格呂克斯堡王朝與整個奥尔登堡王朝的王室首領[11]。
- 米高·甘邦爵士（英語：Sir Michael Gambon），82歲，英國演員，在哈利波特系列飾演第二代阿不思·鄧不利多（阿茲卡班的逃犯開始）。[12]
- 王文興，84歲，台灣作家，前台灣大學外文系教授[13][14]。
- 李雲帆，33歲，中國起點歷史文作者，筆名七月新番，中國作家協會會員，著有作品《春秋我為王》《戰國明月》《秦吏》《漢闕》《新書》《匡扶漢室》等。因肺癌在昆明家中病逝。[15]

### 26日
- 布魯克斯·羅賓森，86歲，美國職業棒球運動員。[16]
- 陳永興，62歲，台灣台南市知名建築師，駕車途中發病而死。[17]

### 25日
- 馬泰奧·梅西納·德納羅（英语：Matteo Messina Denaro），61歲，意大利黑道人物，西西里島黑手黨最後一位教父。死於結腸癌。（訃聞公佈日期）[18]
- 大衛·麥卡林（英语：David McCallum），90歲，蘇格蘭演員及音樂家，代表作為電視劇《打擊魔鬼（英语：The Man from U.N.C.L.E.）》及《重返犯罪現場》系列。[19]
- 左勒卡·曼德拉（英語：Zoleka Mandela），43歲，南非作家、慈善家，南非前總統納爾遜·曼德拉（Nelson Mandela）的孫女，乳癌病逝[20]。
- 尤金尼奧·卡拉比（英語：Eugenio Calabi），100歲，義大利裔美國籍數學家[21]。

### 24日
- 菲利斯·阿約（西班牙語：Felix Ayo Losada），90歲，西班牙裔義大利小提琴演奏家[22]。
- 茲維·海克（希伯來語：צבי הקר），92歲，波蘭裔以色列建築家[23]。

### 23日
- 林亨泰，98歲，台灣詩人、作家、文學評論者[24]。

### 22日
- 乔瓦尼·洛代蒂（義大利語：Giovanni Lodetti），81歲，意大利職業足球選手，曾代表国家队参加1966年国际足联世界杯和1968年欧洲足球锦标赛[25]。
- 乔治·纳波利塔诺（義大利語：Giorgio Napolitano），98歲，意大利政治人物，前總統，終身參議員[26]。
- 台灣屏東科技產業園區火災殉職消防員：
  - 賴俊儒，33歲，台灣屏東縣政府消防局第一大隊屏二分隊消防員[27]
  - 施寶翔，37歲，台灣屏東縣政府消防局第一大隊屏二分隊消防員
  - 陳柏翰，32歲，台灣屏東縣政府消防局第一大隊屏二分隊消防員
  - 鍾吉垣，38歲，台灣屏東縣政府消防局第一大隊屏二分隊消防員
- 遠山一，93歲，日本男歌手，4人男聲合唱團「DARK DUCKS 」成員，也是最後一位去世成員。慢性心臟衰竭及年老而死。[28]
- 伊芙琳·福克斯·凱勒（英语：Evelyn Fox Keller），87歲，美國物理學家、作家和女權主義者，麻省理工學院科學史與科學哲學榮譽教授[29]。
- 力克·奧布萊恩（英語：Rick O’Brien），51歲，加拿大皇家騎警，隸屬不列顛哥倫比亞省大溫哥華地區。在執行任務時被槍殺殉職。[30]

### 21日
- 琳達·卡多佐（英语：Linda Cardozo），73歲，英國倫敦國王學院醫院的泌尿婦科教授。[31]
- 阿克希爾·米斯拉（英语：Akhil Mishra），67歲，印度演員。失血過量而死。[32]
- 施萬春，87歲，中國音樂作曲家，作品《沿著社會主義大道奔前方》和《送上我心頭的思念》被評定為中國國家級音樂作品典藏。[33]
- 羅伯特·W·史密斯（英語：Robert William Smith），64歲，美國作曲家、編曲家及教師。[34]
- 江澤伸行（日語：江澤 伸行，藝名：えざお），40歲，日本搞笑藝人，喜劇雙人組「Countries」成員[35]。
- 瓦列夫斯卡·奧利維拉（葡萄牙語：Walewska Moreira de Oliveira），43歲，巴西職業女子排球選手，2008年奧運獲得金牌的國家代表隊成員之一，墜樓身亡，推測為自殺[36]。

### 20日
- 露特·富克斯（德語：Ruth Fuchs），76歲，德國女子田徑運動員，主攻標槍，1972年及1976年奥运会金牌得主。[37]
- 埃爾溫·奧拉夫（荷蘭語：Erwin Olaf），64歲，荷蘭攝影師。[38]
- 王菊梅，74歲，中國政治人物，中國共產黨黨員，第十一屆全國人民代表大會河南地區代表。[39]

### 19日
- 佩爾·賈同（瑞典語：Carl Per Gunnar Gahrton），80歲，瑞典政治人物，曾任國會議員、歐洲議會議員，1981年脫離自由黨，與環保運動人士共同成立綠色環境黨[40]。
- 吉安尼·瓦蒂莫（義大利語：Gianni Vattimo），87歲，義大利哲學家、政治人物，曾代表義大利的民主黨出任歐洲議會議員[41]。
- 棚橋静雄，85歲，日本歌手，樂團LOS INDIOS主唱兼隊長，出道超過60年至2023年3月告別演唱會後封麥退休。多重器官衰竭而死。[42]

### 18日
- 邊希峰（韓語：변희봉），81歲，韓國男演員。死於胰腺癌。[43]
- 盧永國，74歲，韓國男演員。心臟麻痺而死。[44]
- 又市征治（日語：又市 征治），79歲，日本政治人物，曾任社會民主黨主席、參議院議員。[45]
- 田進福，65歲，香港攝影師，曾入選2017年度國家地理旅遊攝影師大賽，行山時昏迷身亡。
- 茲德涅克·納夫拉特（捷克語：Zdeněk Návrat），92歲，捷克男子冰球運動員。[46]

### 17日
- 区少坤，70歲，中国大陆异见人士。[47]
- 根納季·拉古塔（烏克蘭語：Геннадій Лагута），49歲，烏克蘭政治人物。2021年10月26日-2022年7月9日曾擔任赫爾松州州長。[48]

### 16日
- 吉塔·梅塔（英語：Gita Mehta），80歲，印度裔美國籍作家、紀錄片製作人[49]。
- 阿卜杜勒·阿提·奧貝迪（羅馬化：ʿAbd al-ʿĀṭī al-ʿUbayyidī），83歲，利比亞政治人物，曾任總理、外交部長[50]。
- 霍勒斯·奧弗爵士（英语：Horace Ové），86歲，生於千里達的英國導演、製片人以及攝影師，黑人獨立電影的先驅。[51]
- 維克托·R·福克斯（英語：Victor Robert Fuchs），99歲，美國經濟學家[52]。

### 15日
- 費爾南多·博特羅，91歲，哥倫比亞具象畫家和雕塑家。[53]
- 權希軍，97歲，中國書法家，曾任中國書法家協會副秘書長、顧問。[54]
- 金一哲（韓語：김일철），90歲，朝鮮軍事及政治人物，朝鮮勞動黨中央軍事委員會委員，朝鮮國防委員會副委員長，人民武裝力量部部長。1997年4月授次帥軍階。[55]
- 比利·米勒（英語：Billy Miller），43歲，美國男演員，因《不安分的青春》獲得3次艾美獎。[56]
- 土田芳子（日語：土田芳子），75歲，日本漫畫家[57]。

### 14日
- 盧卡·朱斯托利西（義大利語：Luca Giustolisi），53歲，義大利前男子水球運動員。[58]
- 馬衛軍，67歲，中國男演員。死於喉癌。[59]
- 約瑟夫·馬西諾（義大利語：Joseph Charles Massino），80歲，義大利裔美國黑社會人物，博納諾家族領導人（Bonanno crime family）[60]。

### 13日
- 滕汝駿，77歲，中國大陸資深男演員，代表作是《那山、那人、那狗》，以此獲得1999年金雞獎最佳男主角。[61]
- 李鍾煥（韓語：이종환），99歲，韓國企業家、慈善家，三榮化學集團創辦者[62]。
- 米爾恰·斯涅古爾（羅馬尼亞語：Mircea Snegur），83歲，摩爾多瓦政治人物。1990年至1997年，擔任首任摩爾多瓦總統。[63]
- 尤金·佩斯托拉（英语：Buzzy Peltola）（Eugene Peltola Jr.），58歲，美國公務員，曾任職阿拉斯加印第安人事務管理局區域主任，聯邦眾議員瑪麗·佩爾托拉（Mary Sattler Peltola）丈夫。小型飛機墜毀事故身亡。[64]
- 羅傑·惠特克（英語：Roger Henry Brough Whittaker），87歲，英國作曲家、歌手、音樂家[65]。
- 二世市川猿翁（日語：二代目 市川 猿翁），84歲，日本歌舞伎表演藝術家，電視、電影男演員香川照之的父親[66]。

### 12日
- 多米尼克·科洛納（法語：Dominique Colonna），95歲，法國前職業足球運動員，司職龍門。[67]
- 布蘭登·亨特（英語：Brandon Hunter），42歲，美國職業籃球運動員。[68]

### 11日
- 游枝，83歲，馬來西亞作家、報紙專欄作家。死於咽喉癌。[69]。
- 安道爾·圖威（英語：Endel Tulving），96歲，愛沙尼亞裔加拿大實驗心理學家與神經認知學家[70]。
- 李相薫（英语：Lee Sang-hoon (politician)），90歲，韓國軍人，軍銜為上將，1988~1990任國防部長，離開軍政界後曾任韓國棒球委員會總裁[71]。
- 烏維·魏瑟（德語：Uwe Wesel），90歲，德國柏林自由大學法律史與民法終身教授，著有大量法學專業與法律知識普及著作[72]。

### 10日
- 伊恩·威爾穆特爵士（英語：Sir Ian Wilmut），79歲，英國胚胎學家、愛丁堡大學蘇格蘭再生醫學中心主席，曾任教愛丁堡大學羅斯林研究所，1996年成功研究第一個從成年體細胞複製出來的哺乳動物多莉羊。死於帕金森综合症。[73]
- 汉斯·普伦克（德語：Hans Plenk），85歲，德国男子雪橇运动员，1964年冬季奥运会代表德国联队，獲得單人雪撬項目铜牌[74]。
- 王秀蓮，94歲，台灣建築師，前臺南市市長林錫山夫人，首位獲建筑师執照之女建築師。[75]。
- 曹傳祥，41歲，中國材料工程師，上海大學材料科學與工程學院青年教師。交通意外。[76]

### 9日
- 曼戈蘇圖·布特萊齊王子（英语：Mangosuthu Buthelezi），95歲，南非政治人物，祖魯王子，曾任國會議員、內政部長，印卡塔自由黨創始人[77]。
- 袁仁國，66歲，中華人民共和國政治人物、企業家，原贵州茅台集团董事长，死於脑溢血[78]。
- 平野光泰（日語：平野光泰），74歲，前日本職業棒球選手、評論員，效力過近鐵猛牛隊[79]。

### 8日
- 梁慶禎，48歲，馬來西亞飲食界聞人，怡保老黃芽菜雞第三代負責人。[80]
- 胡賜道（英語：Richard Hu），96歲，新加坡政治人物，曾任財政部長[81]。
- 東姑安潘娜芝霞，100歲，馬來西亞第十屆最高元首后、森美蘭第十任最高統治者后。森美蘭第六任最高統治者端姑安答孫女。[82]
- 费鲁兹米斯南，38岁，马来西亚歌手，因模仿已故巨星比·南利而走红。在经历胸痛并晕倒送院后逝世[83]。
- 麗莎·里昂（英语：Lisa Lyon），70歲，美國女子健美運動員及演員，1980年第一屆國際健美聯合會女子世界職業健美錦標賽冠軍。死於胃癌。[84]
- 寺澤武一（日語：寺沢 武一），68歲，日本漫畫家，代表作《眼鏡蛇》。心肌梗塞而死。[85]
- Hitay Payan，74歲，台灣傳統表演藝術「南管音樂」保存者。[86]

### 7日
- 門田守人，78歲，日本醫學家、教育家，曾任日本醫學會、日本外科學會會長，以及大阪大學副校長[87]。
- 游德馨，92歲，中國政治人物，福建省政协原主席。[88]
- 理查·莫里亞迪（Richard W. Moriarty），83歲，美國退休兒科醫生，匹茲堡毒物中心（Pittsburgh Poison Center）創辦人，綠臉「噁心先生」（Mr. Yuk）貼紙幕後推手。[89]
- 西村朗（日語：西村朗），69歲，日本當代古典音樂家、作曲家，東京音樂大學教授[90]。

### 6日
- 謝爾-魯內·米爾頓（瑞典語：Kjell-Rune Milton），75歲，瑞典男子冰球運動員[91]。
- 拿督斯里阿都拉法兹，78歲，馬來西亞政治人物、貴族。霹靂武吉干當國會議席四屆議員，曾任外交部、國防部副部長。承襲霹靂州近打統治大臣。曾任大馬羽總前會長。[92]
- 朱利亞諾·蒙塔爾多（英语：Giuliano Montaldo），93歲，義大利電影、電視導演[93]。
- 馮尼達（英语：Whitey Von Nieda），101歲，美國首位超過百歲NBA球員。[94]

### 5日
- 阿爾伯特·阿扎里安（英语：Albert Azaryan），94歲，前蘇聯亞美尼亞競技體操選手，專長項目為吊环，在1956、1960兩屆奧運共獲得三面金牌一面銀牌[95]。
- 沙卜塔伊·沙比特（英语：Shabtai Shavit），84歲，前以色列情報官員，1989~1996年任情報及特殊使命局局長[96]。
- 莫莉·霍茲西拉格（英語：Molly Holzschlag），60歲，美國作家、講師[97]。
- 呂薛安，24歲，中國職業足球運動員，曾效力无锡吴钩俱乐部[98]。
- 克里斯托弗·科克尔（英語：Christopher Coker），70歲，英国政治学者，伦敦政治经济学院国际关系学退休教授、外交政策智囊团主任[99]。

### 4日
- 許博允，79歲，台灣藝術、音樂家，新象文教基金會創辦人。[100]
- 史蒂夫·哈維爾（英語：Steve Harwell），56歲，美國搖滾歌手，破嘴合唱團前主唱。[101]
- 蓋瑞·萊特（英语：Gary Wright），80歲，美國搖滾歌手。[102]
- 費瑞·慕拉德（英語：Ferid Murad），86歲，美國醫生和藥理學家，1998年诺贝尔生理学或医学奖得主。[103]
- 文力威（英語：Filip Minařík），48歲，捷克騎師，死於自殺。[104]

### 3日
- 蔡一州，65歲，台灣音樂、作曲家，死於尿毒症。[105]
- 蔡焜霖，92歲，台灣「王子」雜誌創辦人，白色恐怖受難者。[106]
- 卡梅·朱奈恩特（英语：Carme Junyent），67歲，西班牙加泰羅尼亞語言學家，巴塞羅那大學語言學教授，專長領域為非洲語言和社會語言學[107]。

### 2日
- 龚全珍，99歲，中国人民解放军开国少将甘祖昌的夫人、第四届全国道德模范、全国优秀共产党员。[108]
- 沙利夫·凱塔（英语：Salif Keïta (Malian footballer)），76歲，馬里足球選手，1970年「非洲足球先生」[109]。
- 李林，42岁，中國主持人，重庆广播电视总台《重庆之声FM968》主持人，死於突发心肌梗塞。[110]

### 1日
- 惹拉因末薩，74歲，馬來西亞政治人物，前馬來西亞交通部第二副部長，曾任砂拉越州砂拉卓國陣民進黨國會議員。[111]
- 比尔·理查森（英語：Bill Richardson），75歲，美國政治人物及前外交官，美國民主黨成員，前美國眾議院議員（1983年-1997年）、前美國駐聯合國大使（1997年-1998年）、前能源部長（1998年-2001年）以及前新墨西哥州州長（2003年-2011年）。[112]
- 袁鷹，原名田钟洛，98歲，中國作家、兒童文學家、散文家、文學編輯。[113]
- 吉米·巴菲特（英语：Jimmy Buffett），76歲，美國傳奇鄉村搖滾歌手，死於皮膚癌。[114]
- 丹尼斯·奥斯汀（英語：Dennis Austin），76歲，美國計算機專家，PowerPoint之父，死於肺癌。[115]
- 石田桃子，72歲，日本資深女歌手，因中暑在家中身亡。[116]（遗体发现日期）